# Encephalartos eugene-maraisii
Encephalartos eugene-maraisii (Afrikaans: bergpalm) är en kärlväxtart som beskrevs av Inez Clare Verdoorn. Encephalartos eugene-maraisii ingår i släktet Encephalartos och familjen Zamiaceae. IUCN kategoriserar arten globalt som starkt hotad. Inga underarter finns listade i Catalogue of Life.

## Bildgalleri

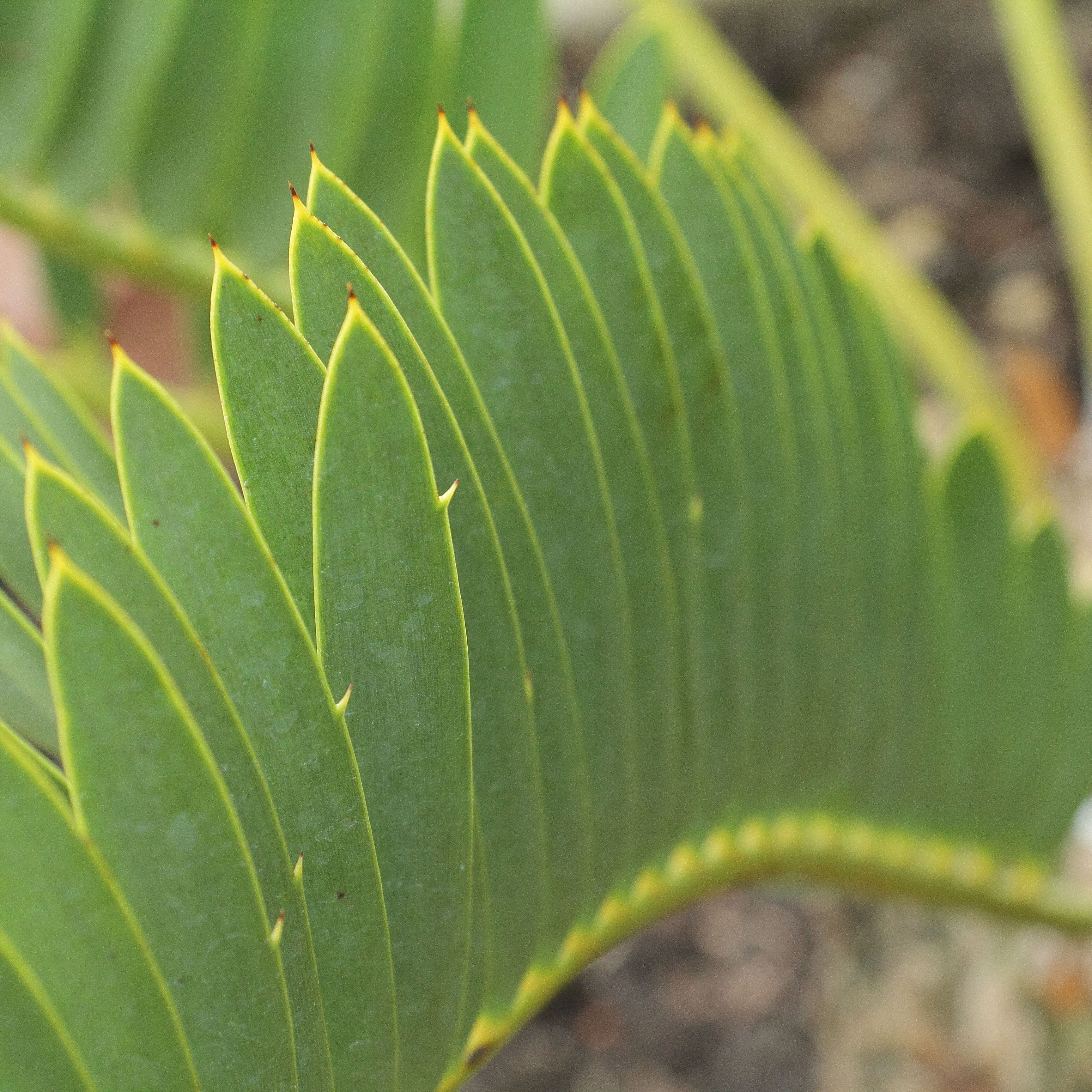
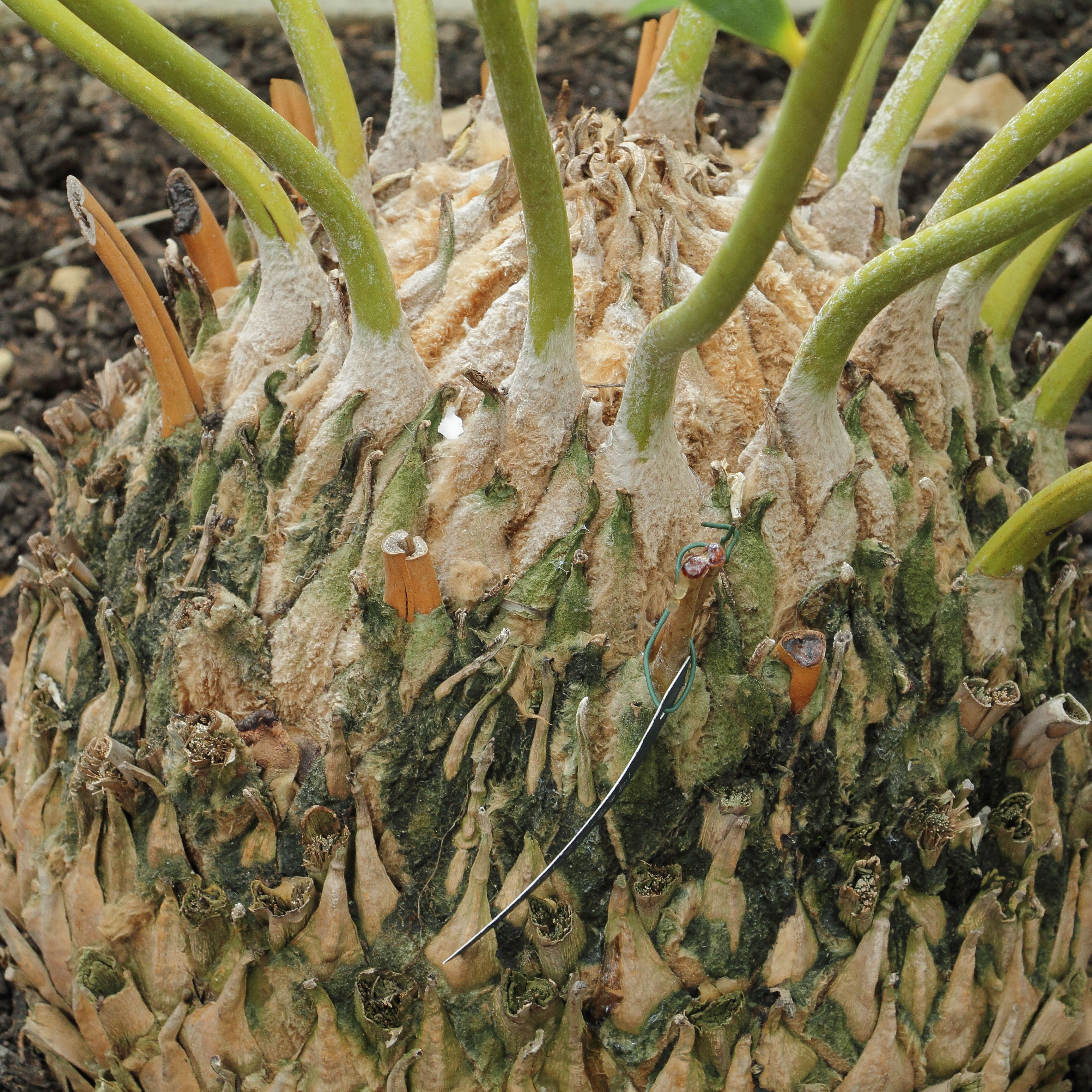
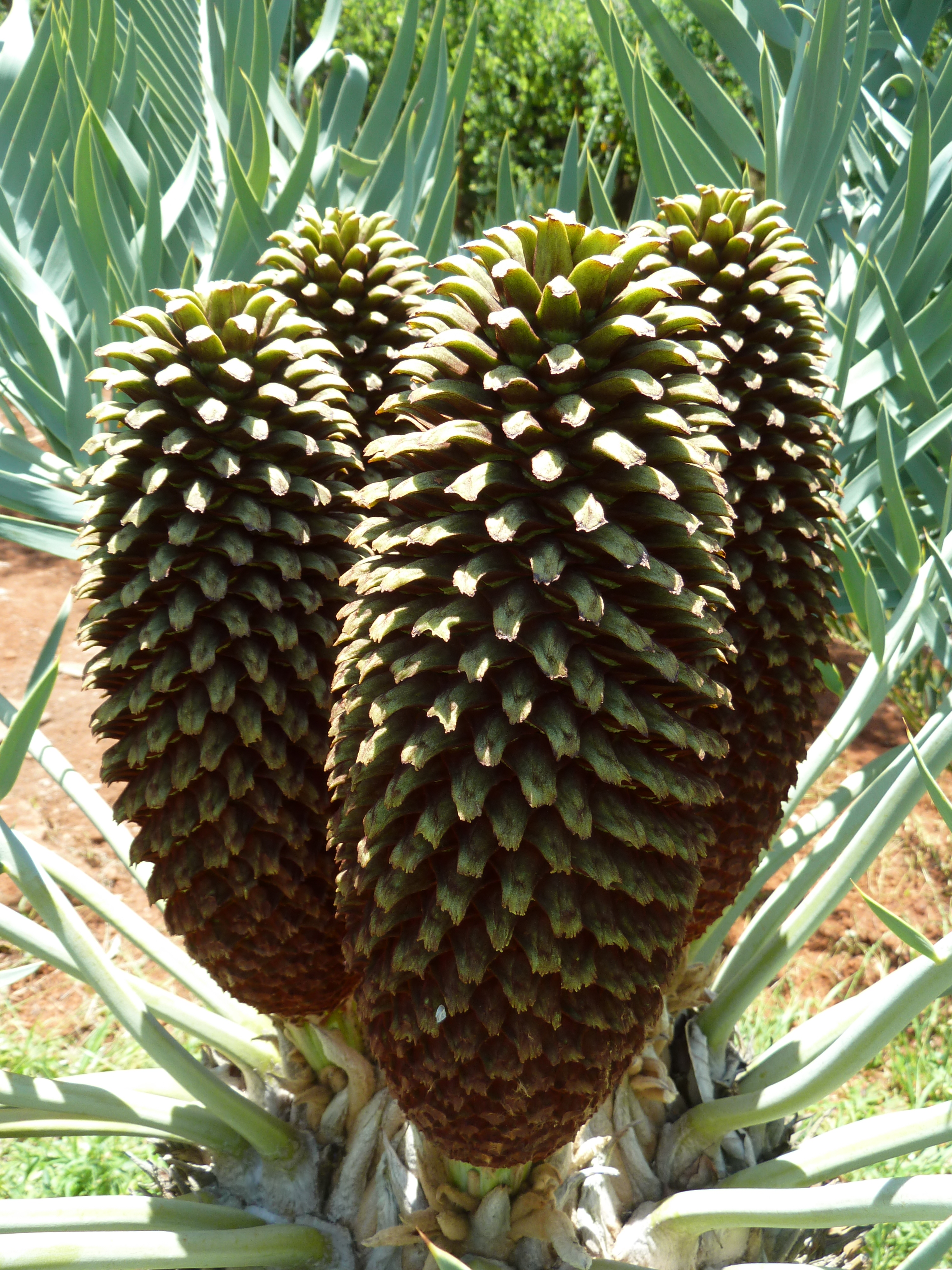
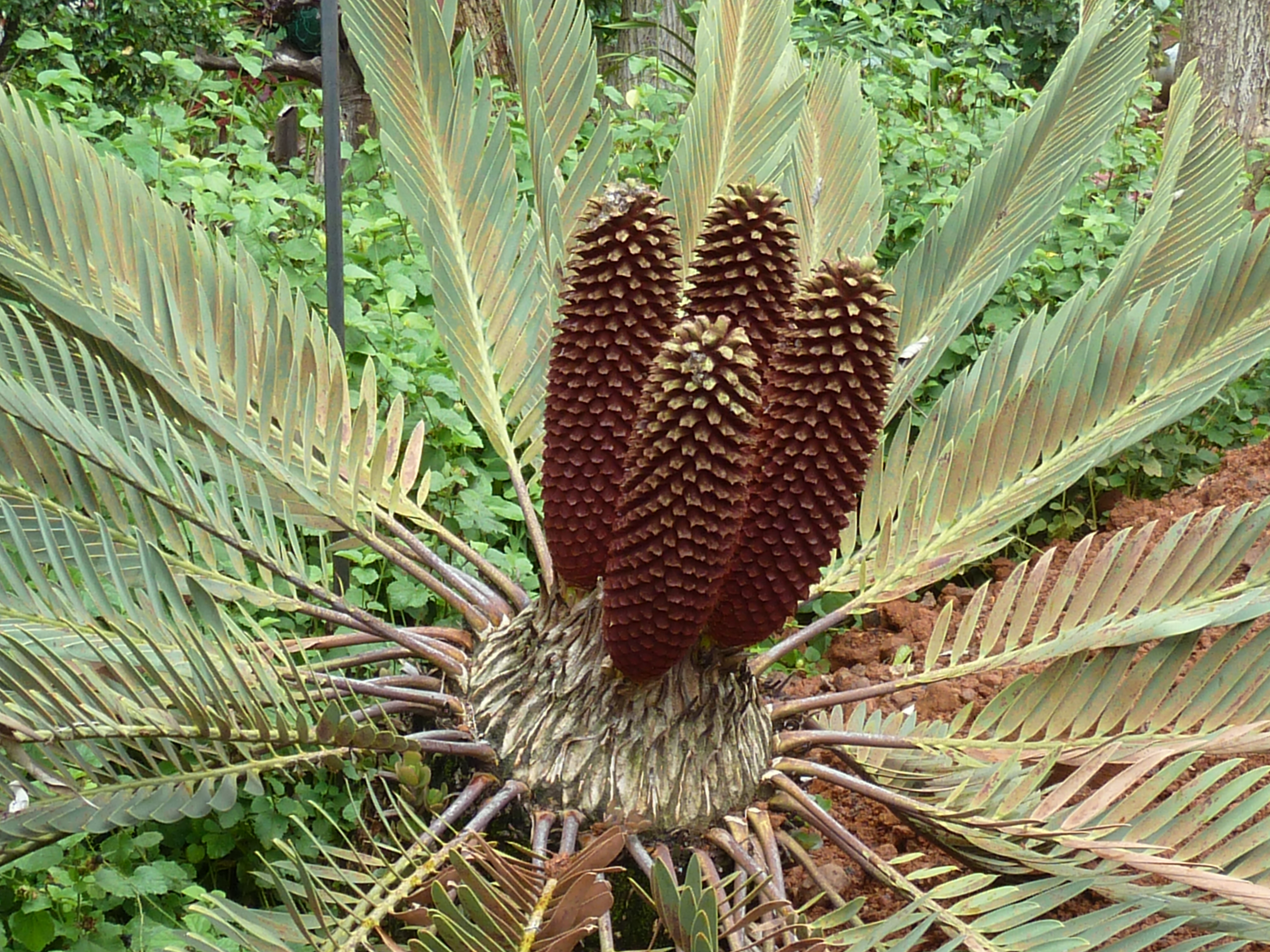
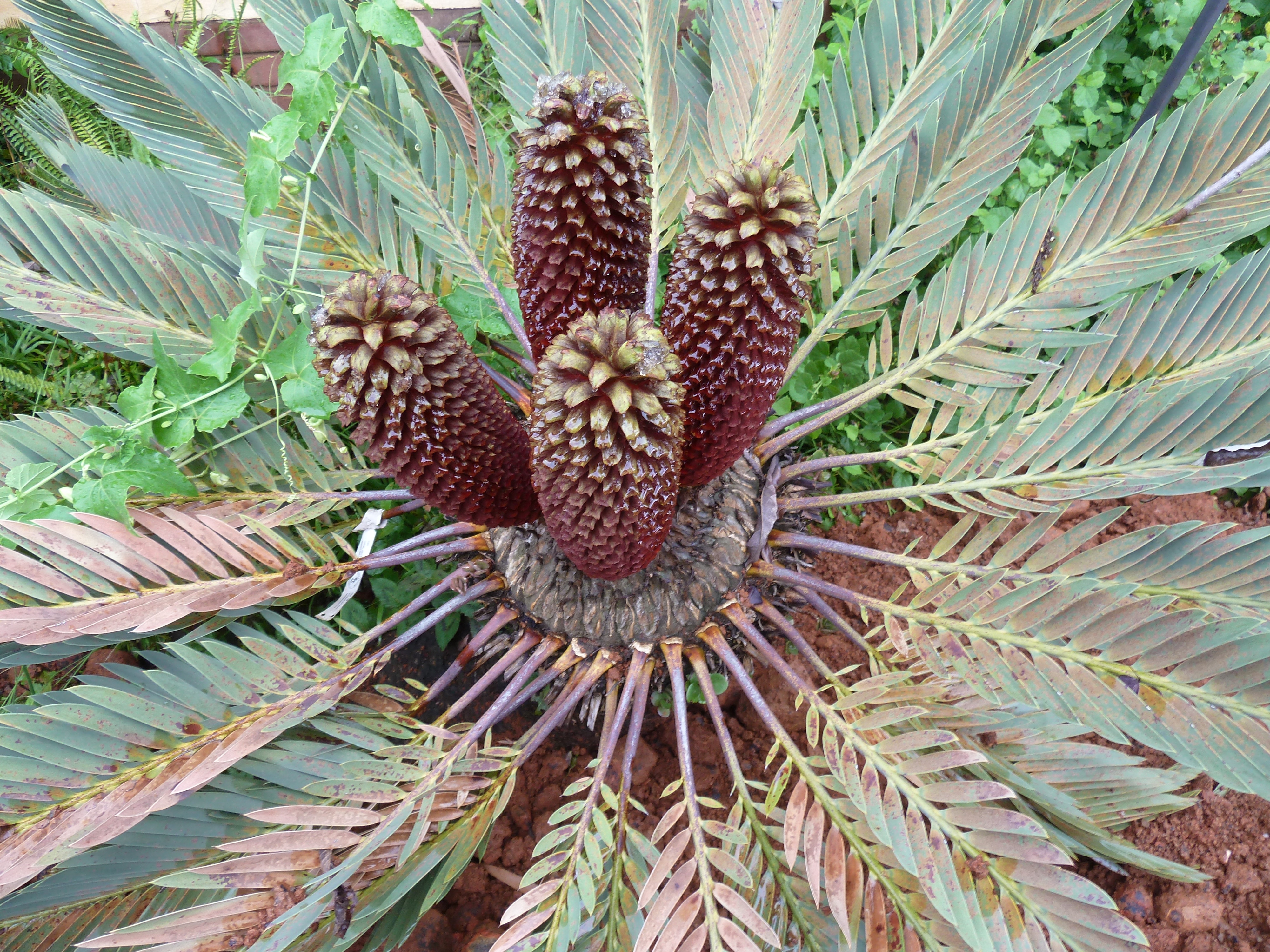